# Giochi di carte di Digimon
Alle serie di Digimon sono stati dedicati svariati giochi di carte collezionabili, il primo dei quali fu introdotto in Giappone nel 1999, dalla Bandai.
Sebbene il nome originale sia semplicemente Digital Monster Card Game (デジタルモンスター カードゲーム?,  Dejitaru Monsutaa Kaado Geemu), ci si riferisce solitamente ad esso come Hyper Colosseum (ハイパーコロシアム?,  Haipā Koroshiamu), denominazione del set di regole del gioco stesso.
Il gioco è stato importato negli altri paesi col nome di Digi-Battle. In Italia, l'importazione si è fermata allo starter set di sessantadue carte, denominato “Modulo di Base”, e alla prima serie di espansione, comprendente altre cinquantaquattro carte.
In America del Nord, oltre ad essere andati avanti con la pubblicazione di nuove carte ed aver ideato la modalità di gioco alternativa “Street Battle”, sono stati distribuiti altri due giochi di carte: Digimon D-Tector Card Game e Digimon Collectible Card Game.
In Giappone, invece, oltre al primo gioco di carte citato sono stati realizzati altri due giochi: Digital Monster Card Game Alpha e Digimon Xros Wars Super Digica Taisen. Entrambi fanno ausilio di cabinati arcade per ampliare l'esperienza di gioco.

## Concetti di base
In un sistema simile alla morra cinese i Digimon si sfidano su un'arena di gioco per cercare di battere il proprio avversario. Elemento di tattica essenziale è cercare di far digievolvere il proprio Digimon nel tentativo di ottenerne uno di un tipo che sia dominante su quello avversario. Ulteriori carte dagli svariati effetti, note come "Opzioni di Potenza", garantiscono un gioco sempre mutevole.

### Tavola di gioco
L'arena su cui si svolgono i duelli si suddivide in cinque diverse aree, ognuna delle quali è adibita ad una specifica funzione:
- Zona Interna: È l'area in cui posizionare il proprio mazzo mischiato;
- Zona Esterna: Vi si posizionano le carte scartate;
- Zona Duello: Il Digimon che disputa il turno di gioco corrente è posizionato in questa zona;
- Porta Energetica: Vi si posizionano le carte "Opzioni di Potenza" per avvantaggiare il proprio Digimon della Zona Duello;
- Zona della Digi-Evoluzione: Vi si posizionano i Digimon pronti alla battaglia e alla Digievoluzione al livello successivo;

### Tipi di carte
Le carte si suddividono in due grandi categorie: le "Carte Digimon" e le carte "Opzioni di Potenza". Le prime servono per affrontarsi nella Zona Duello mentre le seconde servono per aumentare la potenza e la versatilità delle carte Digimon che combattono.

#### Carte Digimon
La caratteristica principale di ciascun Digimon, che determina il suo successo in battaglia, è data dal cosiddetto Tipo di Attacco.
Esistono tre diversi Tipi di Attacco, ognuno dei quali è dominante su un altro e debole contro il rimanente:
● [Rosso]: Contraddistingue tutti i Digimon di tipo vaccino; predomina sul ◆ [Giallo] ma è debole contro il ■ [Verde];
◆ [Giallo]: Contraddistingue tutti i Digimon di tipo virus; predomina sul ■ [Verde] ma è debole contro il ● [Rosso];
■ [Verde]: Contraddistingue tutti i Digimon di tipo dati; predomina sul ● [Rosso] ma è debole contro il ◆ [Giallo];
Il Tipo di Attacco influisce direttamente su un'altra caratteristica di ciascun Digimon, la cosiddetta Potenza del Digimon.
In base al Tipo di Attacco dell'avversario, infatti, gli effetti dell'attacco eseguito dal proprio Digimon possono essere più o meno efficaci.
Ciascun Digimon, inoltre, può presentare Abilità Speciali quali "Volare", "Nuotare" o "Scavare", che possono essere requisiti essenziali per poter attivare una determinata tipologia di carte Opzioni di Potenza, o determinati Effetti Speciali, che possono manifestarsi durante lo scontro.
La potenza di ciascuna creatura è anche determinata, chiaramente, dal suo livello. Si parte dal livello principiante (intermedio), per passare ai più potenti livello campione, definitivo (evoluto) e mega.
Per poter digievolvere è necessario soddisfare tutti i requisiti espressi sulla carta del nuovo livello.
Ogni Digimon, infine, è contraddistinto da una determinata Famiglia che, però, non ha alcuna influenza sul gioco in sé, ma aiuta ad orientarsi su che tipo di creature può digievolvere un determinato Digimon.

##### Famiglie Digimon
Le Famiglie Digimon rappresentano le diverse classificazioni alle quali appartengono i Digimon del gioco. Ogni diversa famiglia ha un proprio colore, rappresentato sullo sfondo delle carte del vecchio CCG.
Le diverse famiglie Digimon sono le seguenti:
- Nature Spirits: rappresenta la parte settentrionale di Digiworld. I Digimon che appartengono alla famiglia dei Nature Spirits hanno uno sfondo verde simile ad una mappa. A questa famiglia appartengono per lo più Digimon "insetto", "rettile" e "animale".
- Wind Guardians: rappresenta la parte orientale di Digiworld. Le carte Digimon di questa famiglia hanno uno sfondo di nuvole blu scuro. Predominantemente i Digimon appartenenti a questa famiglia sono Digimon "pianta", "angelo" ed "uccello".
- Metal Empire: rappresenta la parte occidentale di Digiworld. Lo sfondo per questa famiglia Digimon è di colore oro, con trama in circuiti. I Digimon di questa famiglia sono per la maggior parte Digimon "macchina".
- Nightmare Soldiers: rappresenta la parte meridionale di Digiworld. I Digimon di questa famiglia hanno uno sfondo grigio scuro con raffigurate delle nuvole sulle loro carte. I Digimon di questa famiglia consistono principalmente di Digimon "demone", "non morto" ed altri Digimon "mitologici" e "mistici".
- Deep Savers: rappresenta gli oceani presenti su Digiworld. I Digimon di questa famiglia hanno lo sfondo delle loro carte di un colore blu chiaro con una trama di bolle. Appartengono a questa famiglia principalmente i Digimon "acquatici".
- Virus Busters: rappresenta un gruppo di Digimon eroici che combattono contro il male. Lo sfondo per questi Digimon è uno sprazzo di sole bianco con un Digicodice rappresentato all'interno di esso. Non c'è un gruppo particolare che rappresenta i Virus Busters ma, come indica il nome, questi sono principalmente Digimon di tipo dati ed antivirus.
- Dark Area: rappresenta Digimon malvagi e sovrannaturali alla continua ricerca di modi per distruggere Digiworld. I Digimon di questa famiglia hanno uno sfondo nero. Come i Virus Busters non c'è un gruppo preciso di Digimon a rappresentarli, ma la maggior parte di essi sono anormali, malvagi e molto potenti. Questa categoria non compare più in seguito all'uscita di "Digital Monster Card Game Alpha" (per la maggior parte, infatti, è stata assorbita dalla famiglia "Nightmare Soldiers").
- Jungle Trooper: rappresenta per la maggior parte i Digimon "pianta". Questa famiglia Digimon è relativamente nuova; non compare più in seguito all'uscita di "Digital Monster Card Game Alpha".
- Dragon's Roar: rappresenta qualunque Digimon che rassomigli anche vagamente ad un drago. Questa famiglia Digimon è relativamente nuova; non compare più in seguito all'uscita di "Digital Monster Card Game Alpha".
- Gruppo Sconosciuto: L'ultima famiglia Digimon rappresenta Digimon che non trovano posto in nessuna delle altre famiglie. Le carte di questa famiglia hanno uno sfondo di nuvole di colore giallo-marrone. Questi Digimon sono prevalentemente quelli che rappresentano un gruppo unico o quelli troppo deboli per destare un qualsiasi interesse. Non compare più in seguito all'uscita di "Digital Monster Card Game Alpha".

Non tutti i Digimon appartengono ad una singola famiglia. In diversi casi carte diverse accreditano uno stesso Digimon in diverse famiglie.

#### Opzioni di Potenza
Questa categoria di carte si suddivide in altre tre sottocategorie, che sono le seguenti:
- DigiEvoluzione: Si utilizzano esclusivamente nella fase omonima e servono, appunto, per permettere al proprio Digimon di digievolvere al livello superiore;
- Effetti della Forza: Si utilizzano nella "Fase di Battaglia" per cambiare il Tipo di Attacco della propria creatura, senza considerare quella dell'avversario;
- Colpo Energetico: Si utilizzano nella "Fase di Battaglia" per modificare i Digimon che combattono in modi differenti, a seconda di ciò che è indicato sulla carta stessa;

## Regole del gioco
La partita si suddivide in quattro fasi distinte, che si ripetono finché uno dei due giocatori non raggiunge i mille punti: i Preparativi, la DigiEvoluzione, la Battaglia ed il Ripristino del Gioco.

### Preparativi
Una volta disposte tutte le carte del "Modulo di Base" su un tavolo, a faccia in su, si lancia una moneta per decidere chi inizia per primo. Successivamente, a turno ciascun giocatore sceglie una carta da aggiungere al proprio mazzo, finché entrambi non ne hanno trenta ciascuno. Le due rimaste si scartano di conseguenza.
A questo punto, ciascun giocatore preleva una carta Digimon di livello principiante dal proprio mazzo e la posiziona sulla "Zona Duello" coperta; mischia poi le carte rimanenti, se ne dà dieci e le altre le posiziona coperte sulla "Zona Interna".
I giocatori svelano, infine, la carta giocata sulla "Zona Duello" e ne confrontano la "Potenza Digimon" in base al "Tipo di Attacco" del proprio avversario.
Riguardando le dieci carte in mano, i giocatori pensano alla successiva strategia da seguire. Nel caso fosse possibile, si passa alla successiva fase della Digievoluzione.

### DigiEvoluzione
Se tra le carte in mano ne è presente una per poter far digievolvere il proprio Digimon, la si pone coperta sulla "Zona della DigiEvoluzione" e altrettanto fa l'avversario.
Questa carta di livello superiore deve, chiaramente, avere tra i requisiti il Digimon presente nella propria "Zona Duello" e bisogna essere pronti per soddisfare anche gli altri eventuali requisiti espressi.
- Si lancia una moneta per stabilire quale dei due giocatori inizia per primo;
- Il giocatore pone la carta del nuovo Digimon su quella vecchia, nella Zona Duello;
- Il giocatore si mobilita per soddisfare tutti i requisiti richiesti, in particolare:

Per il livello campione: Spostare una o due carte dalla Zona Interna a quella Esterna come "pagamento";
Per il livello definitivo o mega: Apporre una carta Opzioni di Potenza dedicata alla DigiEvoluzione oppure il secondo Digimon per effettuare una DNA Digievoluzione sulla Porta Energetica.
- A questo punto, l'altro giocatore può effettuare anch'egli la Digievoluzione oppure passare il turno, dicendo "Passo";

Se il giocatore che ha passato il turno ha una carta nella Zona della Digi-Evoluzione è obbligato a scartarla; allo stesso modo, è obbligato a passare il turno se non ha una carta che gli consenta la Digievoluzione. Se entrambi i giocatori sono impossibilitati a digievolvere, si passa direttamente alla "Fase di Battaglia".
Per ciascun Duello si può far digievolvere il proprio Digimon solamente di un livello.

### Battaglia
Partendo dal vincitore del lancio della moneta, a turno entrambi i giocatori utilizzano le proprie carte "Opzioni di Potenza" nella "Porta Energetica", utilizzandone soltanto una per turno.
Ciascuna carta avrà un particolare effetto sui Digimon duellanti e per alcune è necessario rispettare particolari "Requisiti d'Uso" per poterne usufruire.
Si continua così finché uno dei giocatori non termina questa tipologia di carte o decide di passare il turno. A sua volta, l'altro giocatore può decidere di continuare a giocare le proprie carte, finché non le termina, o di smettere di giocarne.
A questo punto, si confrontano le due nuove "Potenze Digimon", stabilendo il Digimon avvantaggiato sull'altro, che vince il "Duello".
Il vincitore ottiene dei punti in base al livello del Digimon avversario sconfitto, illustrati in basso della carta vincente, e li aggiunge al proprio segnapunti.
Il vincitore tiene tutte le carte in gioco nella "Zona Duello", mentre il perdente deve spostarle tutte, eccetto il Digimon di livello principiante, nella "Zona Esterna". Entrambi i giocatori spostano le carte "Opzioni di Potenza" dalla "Porta Energetica" alla "Zona Esterna".
Il vincitore inizia per primo il Duello successivo.
Il primo giocatore che realizza un totale di mille punti vince la partita.

### Ripristino del gioco
Innanzitutto, bisogna riportare a dieci unità le carte che si hanno in mano. Per fare ciò, basta pescarne un numero adeguato dal mazzo della "Zona Interna".
Se il giocatore lo ritiene necessario, in questa fase gli è concesso scartare le carte che desidera, mandandole nella "Zona Esterna", prima di pescarne di nuove.
Se nel mazzo non sono presenti carte sufficienti per ottenere le dieci carte necessarie, le si pescano tutte e si attua il seguente procedimento:
- Il giocatore manda tutte le carte sul suo lato dell'arena, eccetto il Digimon di Livello Principiante, nella "Zona Esterna";
- Mischia le carte della "Zona Esterna", per poi porle coperte sulla "Zona Interna'";
- Pesca le carte di cui necessita, per arrivare alle dieci unità stabilite;

A questo punto, ai giocatori è data la possibilità di cambiare gli eventuali Digimon di Livello Principiante presenti nella "Zona Duello". Per far ciò, il giocatore posiziona il nuovo Digimon di livello principiante, coperto, sul precedente.
Se in questa fase si possiede una carta coi "Requisiti" per far digievolvere il nuovo Digimon, la si può già posizionare coperta sulla "Porta Energetica".
Allo stesso modo, se si possiede il Digimon di livello successivo, in cui far digievolvere il livello principiante presente nella "Zona Duello", lo si posiziona coperto sulla "Zona della Digi-Evoluzione".
Ora si è pronti a ricominciare la sfida, ripartendo dalla "Fase della Digievoluzione", partendo dal vincitore del precedente "Duello" o, in caso di pareggio, dal giocatore arrivato primo.

## Street Battle
La "Street Battle" è una modalità di gioco alternativa, ideata dagli americani per rendere più intuitivo e semplice il gioco.
Questa modalità, infatti, non necessita dell'utilizzo della tavola di gioco, motivo per cui è stata denominata così.
La partita si suddivide in poche e semplici fasi:
- I giocatori scelgono assieme il numero massimo di carte da usare durante la partita (minimo cinque), e le scelgono di proprio gusto o a caso. I giocatori devono, chiaramente, avere lo stesso numero di carte da poter utilizzare;
- Ciascun giocatore mischia il proprio mazzo, lo posiziona coperto e pesca cinque carte;
- Entrambi i giocatori scelgono una carta e, nello stesso momento, la mostrano scoperta sul tavolo. Il Duello è già iniziato;
- Si comparano le corrispettive "Potenze Digimon" in base al "Tipo di Attacco" dell'avversario;
- Vince il Duello il giocatore col Digimon dalla Potenza più elevata e guadagna il punteggio riportato sulla propria carta, in base al Livello dell'avversario sconfitto;
- Si mette da parte la carta utilizzata nel precedente Duello e se ne pesca una nuova, per averne nuovamente cinque in mano;
- Si ripete il gioco finché uno dei due giocatori arriva a mille punti o finisce le carte, dando la vittoria a colui che ha il punteggio corrente più elevato.

In questa modalità di gioco, dunque, si utilizzano solamente carte Digimon, rendendo la partita basata quasi esclusivamente sulla fortuna dei giocatori.

## Carte italiane
In Italia sono state pubblicate un totale di centosedici carte, sessantadue appartenenti al "Modulo di Base" e cinquantaquattro alle "Carte di Espansione (Serie 1)".

### Modulo di Base
Nel "Modulo di Base" sono contenute sempre le stesse carte, pertanto sono tutte classificabili come rarità "comune". Oltre alle carte, esso contiene anche la tavola di gioco e due segnapunti. Le carte facenti parte di questo gruppo, sono contraddistinte dal codice "MB".
Carte Digimon:
Le "Carte Digimon" sono quarantotto, tra cui si hanno dodici di livello principiante, ventidue di livello campione, undici di livello definitivo e tre di livello mega (queste ultime, sono olografiche).
Sono elencate di seguito:
| ID Carta | Nome Digimon        | Livello Digimon | Tipo Digimon | Famiglia           |
| -------- | ------------------- | --------------- | ------------ | ------------------ |
| MB-01    | Agumon              | Principiante    | Vaccino      | Nature Spirits     |
| MB-02    | Greymon             | Campione        | Vaccino      | Nature Spirits     |
| MB-03    | Biyomon             | Principiante    | Vaccino      | Wind Guardians     |
| MB-04    | Birdramon           | Campione        | Dati         | Wind Guardians     |
| MB-05    | Gabumon             | Principiante    | Dati         | Nature Spirits     |
| MB-06    | Garurumon           | Campione        | Dati         | Nightmare Soldiers |
| MB-07    | Tentomon            | Principiante    | Vaccino      | Nature Spirits     |
| MB-08    | Kabuterimon         | Campione        | Vaccino      | Nature Spirits     |
| MB-09    | Palmon              | Principiante    | Vaccino      | Nature Spirits     |
| MB-10    | Togemon             | Campione        | Virus        | Wind Guardians     |
| MB-11    | Gomamon             | Principiante    | Vaccino      | Deep Savers        |
| MB-12    | Ikkakumon           | Campione        | Vaccino      | Deep Savers        |
| MB-13    | Patamon             | Principiante    | Dati         | Wind Guardians     |
| MB-14    | Angemon             | Campione        | Vaccino      | Wind Guardians     |
| MB-15    | Nanimon             | Campione        | Virus        | Sconosciuta        |
| MB-16    | Unimon              | Campione        | Vaccino      | Wind Guardians     |
| MB-17    | Centarumon          | Campione        | Dati         | Nature Spirits     |
| MB-18    | Kunemon             | Principiante    | Virus        | Nature Spirits     |
| MB-19    | Dokugumon           | Campione        | Virus        | Sconosciuta        |
| MB-20    | Musyamon            | Campione        | Virus        | Sconosciuta        |
| MB-21    | Kimeramon           | Definitivo      | Dati         | Sconosciuta        |
| MB-22    | Rockmon             | Campione        | Virus        | Sconosciuta        |
| MB-23    | Gotsumon            | Principiante    | Dati         | Nature Spirits     |
| MB-24    | Otamamon            | Principiante    | Virus        | Nature Spirits     |
| MB-25    | Tortomon            | Campione        | Vaccino      | Nature Spirits     |
| MB-26    | Starmon             | Campione        | Dati         | Nature Spirits     |
| MB-27    | Gekomon             | Campione        | Virus        | Nature Spirits     |
| MB-28    | MegaKabuterimon     | Definitivo      | Vaccino      | Nature Spirits     |
| MB-29    | Triceramon          | Definitivo      | Dati         | Nature Spirits     |
| MB-30    | Piximon             | Definitivo      | Dati         | Nature Spirits     |
| MB-31    | Okuwamon            | Definitivo      | Virus        | Nature Spirits     |
| MB-32    | SkullGreymon        | Definitivo      | Virus        | Nightmare Soldiers |
| MB-33    | HerculesKabuterimon | Mega            | Vaccino      | Nature Spirits     |
| MB-34    | SaberLeomon         | Mega            | Dati         | Nature Spirits     |
| MB-35    | Dolphmon            | Campione        | Vaccino      | Deep Savers        |
| MB-36    | Coelamon            | Campione        | Dati         | Deep Savers        |
| MB-37    | Octomon             | Campione        | Virus        | Deep Savers        |
| MB-38    | Zudomon             | Definitivo      | Vaccino      | Deep Savers        |
| MB-39    | MarineDevimon       | Definitivo      | Virus        | Deep Savers        |
| MB-40    | Pukumon             | Mega            | Virus        | Deep Savers        |
| MB-41    | Candlemon           | Principiante    | Dati         | Nightmare Soldiers |
| MB-42    | DemiDevimon         | Principiante    | Virus        | Nightmare Soldiers |
| MB-43    | Apemon              | Campione        | Vaccino      | Nightmare Soldiers |
| MB-44    | Wizardmon           | Campione        | Dati         | Nightmare Soldiers |
| MB-45    | Bakemon             | Campione        | Virus        | Nightmare Soldiers |
| MB-46    | Mammothmon          | Definitivo      | Vaccino      | Nightmare Soldiers |
| MB-47    | WereGarurumon       | Definitivo      | Vaccino      | Nightmare Soldiers |
| MB-48    | SkullMeramon        | Definitivo      | Dati         | Nightmare Soldiers |

Opzioni di Potenza:
Le carte "Opzioni di Potenza" facenti parte del "Modulo di Base" sono in totale quattordici, tra cui si hanno tre Effetti della Forza, cinque Colpo Energetico e sei DigiEvoluzione.
Sono elencate di seguito:
| ID Carta | Nome Carta                 | Tipologia           | Effetto |
| -------- | -------------------------- | ------------------- | --- |
| MB-49    | Rosso Offensivo            | Effetti della Forza | Cambia la tua Potenza Digimon in ● [Rosso]. Non cambia il Tipo di Attacco del Digimon. |
| MB-50    | Giallo Offensivo           | Effetti della Forza | Cambia la tua Potenza Digimon in ◆ [Giallo]. Non cambia il Tipo di Attacco del Digimon. |
| MB-51    | Verde Offensivo            | Effetti della Forza | Cambia la tua Potenza Digimon in ■ [Verde]. Non cambia il Tipo di Attacco del Digimon. |
| MB-52    | Assalto                    | Colpo Energetico    | Se perdi il Duello, manda le prime tre carte del mazzo avversario dalla Zona Interna alla Zona Esterna. |
| MB-53    | Attacco Metallico          | Colpo Energetico    | Aggiunge cinquanta punti alla tua Potenza Digimon. Per poter usare questa carta occorre mandare una delle proprie carte nella Zona Esterna. |
| MB-54    | Contrattacco!              | Colpo Energetico    | Contro un avversario di Livello di Digievoluzione superiore raddoppia il numero della tua Potenza Digimon fino al termine del Duello. |
| MB-55    | DigiEvoluzione in Campione | DigiEvoluzione      | Abbassa il tuo Digimon Definitivo o Mega in un Livello Campione. Posiziona questa carta sulla Porta Energetica ed il Digimon di Livello Campione sulla Zona della Digi-Evoluzione, entrambe coperte. |
| MB-56    | Ultra Digievoluzione       | DigiEvoluzione      | Digievolvi qualsiasi Digimon al livello successivo, senza tener conto dei Requisiti necessari. Posiziona questa carta sulla Porta Energetica ed il nuovo livello del Digimon sulla Zona della Digi-Evoluzione, entrambe coperte. Per poter usare questa carta, manda tutte le carte in mano nella Zona Esterna.           |
| MB-57    | Abbassamento               | Colpo Energetico    | Abbassa il tuo Digimon Campione o quello del tuo avversario al Livello Principiante. Posiziona questa carta sulla Porta Energetica e manda il Livello Campione del tuo Digimon o di quello del tuo avversario nella Zona Esterna. Per poter usare questa carta, manda una delle carte che hai in mano nella Zona Esterna. |
| MB-58    | Digi-Duello                | Colpo Energetico    | Se vinci il Duello, raddoppia il tuo Punteggio. Per poter usare questa carta manda tre carte nella Zona Esterna. |
| MB-59    | Digivice Rosso             | DigiEvoluzione      | Usa questa carta quando è necessaria la Digievoluzione al livello definitivo o mega di un Digimon con Tipo di Attacco ● [Rosso]. Posiziona questa carta coperta sulla Porta Energetica quando posizioni il nuovo livello Digimon coperto sulla Zona della Digi-Evoluzione.                                                |
| MB-60    | Digivice Verde & Giallo    | DigiEvoluzione      | Usa questa carta quando è necessaria la Digievoluzione al livello definitivo o mega di un Digimon con Tipo di Attacco ■ [Verde] o ◆ [Giallo]. Posiziona questa carta coperta sulla Porta Energetica quando posizioni il nuovo livello Digimon coperto sulla Zona della Digi-Evoluzione.                                   |
| MB-61    | Digivice Rosso & Verde     | DigiEvoluzione      | Usa questa carta quando è necessaria la Digievoluzione al livello definitivo o mega di un Digimon con Tipo di Attacco ● [Rosso] o ■ [Verde]. Posiziona questa carta coperta sulla Porta Energetica quando posizioni il nuovo livello Digimon coperto sulla Zona della Digi-Evoluzione.                                    |
| MB-62    | Digivice Giallo            | DigiEvoluzione      | Usa questa carta quando è necessaria la Digievoluzione al livello definitivo o mega di un Digimon con Tipo di Attacco ◆ [Giallo]. Posiziona questa carta coperta sulla Porta Energetica quando posizioni il nuovo livello Digimon coperto sulla Zona della Digi-Evoluzione.                                               |

### Carte di Espansione (Serie 1)
Le "Carte di Espansione (Serie 1)" sono in totale cinquantaquattro, vendute in pacchetti da otto carte singole. Le carte facenti parte di questo gruppo, sono contraddistinte dal codice "CE".
Carte Digimon:
Le "Carte Digimon" sono quarantadue, tra cui si hanno tre di livello principiante, diciotto di livello campione, quattordici di livello definitivo e sette di livello mega (tra cui tre olografiche).
Oltre alle più consuete categorizzazioni della rarità, si ha il gruppo "Lettere D'Oro", costituito da carte rare che presentano il nome Digimon, appunto, in lettere dorate.
Sono elencate di seguito:
| ID Carta | Nome Digimon    | Livello Digimon | Tipo Digimon | Famiglia           | Rarità        |
| -------- | --------------- | --------------- | ------------ | ------------------ | ------------- |
| CE-01    | MetalGreymon    | Definitivo      | Virus        | Metal Empire       | Rara          |
| CE-02    | Devimon         | Campione        | Virus        | Nightmare Soldiers | Rara          |
| CE-03    | Leomon          | Campione        | Vaccino      | Nature Spirits     | Rara          |
| CE-04    | Ogremon         | Campione        | Virus        | Nightmare Soldiers | Comune        |
| CE-05    | Meramon         | Campione        | Dati         | Nightmare Soldiers | Comune        |
| CE-06    | Seadramon       | Campione        | Dati         | Deep Savers        | Comune        |
| CE-07    | Frigimon        | Campione        | Vaccino      | Nature Spirits     | Comune        |
| CE-08    | ShogunGekomon   | Definitivo      | Virus        | Nature Spirits     | Non Comune    |
| CE-09    | Shellmon        | Campione        | Dati         | Deep Savers        | Comune        |
| CE-10    | Drimogemon      | Campione        | Dati         | Nature Spirits     | Comune        |
| CE-11    | Andromon        | Definitivo      | Vaccino      | Metal Empire       | Rara          |
| CE-12    | Monochromon     | Campione        | Dati         | Nature Spirits     | Comune        |
| CE-13    | Kuwagamon       | Campione        | Virus        | Nature Spirits     | Comune        |
| CE-14    | Mojyamon        | Campione        | Vaccino      | Nature Spirits     | Comune        |
| CE-15    | Gatomon         | Campione        | Vaccino      | Nature Spirits     | Lettere D'Oro |
| CE-16    | Angewomon       | Definitivo      | Vaccino      | Nature Spirits     | Rara          |
| CE-17    | Magnadramon     | Mega            | Vaccino      | Nature Spirits     | Rara          |
| CE-18    | Ebidramon       | Campione        | Dati         | Deep Savers        | Comune        |
| CE-19    | Gorillamon      | Campione        | Dati         | Sconosciuta        | Comune        |
| CE-20    | Vilemon         | Campione        | Virus        | Sconosciuta        | Comune        |
| CE-21    | Minotarumon     | Definitivo      | Virus        | Sconosciuta        | Comune        |
| CE-22    | LadyDevimon     | Definitivo      | Virus        | Sconosciuta        | Rara          |
| CE-23    | Roachmon        | Campione        | Virus        | Sconosciuta        | Comune        |
| CE-24    | Asuramon        | Definitivo      | Vaccino      | Sconosciuta        | Rara          |
| CE-25    | Snimon          | Campione        | Vaccino      | Sconosciuta        | Comune        |
| CE-26    | Jagamon         | Definitivo      | Vaccino      | Nature Spirits     | Non Comune    |
| CE-27    | MetalEtemon     | Mega            | Virus        | Nature Spirits     | Olografica    |
| CE-28    | Crabmon         | Principiante    | Dati         | Deep Savers        | Comune        |
| CE-29    | Syakomon        | Principiante    | Virus        | Deep Savers        | Comune        |
| CE-30    | Gesomon         | Campione        | Virus        | Deep Savers        | Comune        |
| CE-31    | MegaSeadramon   | Definitivo      | Dati         | Deep Savers        | Non Comune    |
| CE-32    | Scorpiomon      | Definitivo      | Dati         | Deep Savers        | Non Comune    |
| CE-33    | Dragomon        | Definitivo      | Virus        | Deep Savers        | Non Comune    |
| CE-34    | MarineAngemon   | Mega            | Vaccino      | Deep Savers        | Lettere D'Oro |
| CE-35    | MetalSeadramon  | Mega            | Dati         | Deep Savers        | Olografica    |
| CE-36    | Tapirmon        | Principiante    | Vaccino      | Nightmare Soldiers | Comune        |
| CE-37    | Pumpkinmon      | Definitivo      | Dati         | Nightmare Soldiers | Non Comune    |
| CE-38    | Myotismon       | Definitivo      | Virus        | Nightmare Soldiers | Non Comune    |
| CE-39    | Phantomon       | Definitivo      | Virus        | Nightmare Soldiers | Non Comune    |
| CE-40    | SkullMammothmon | Mega            | Vaccino      | Nightmare Soldiers | Rara          |
| CE-41    | Boltmon         | Mega            | Dati         | Nightmare Soldiers | Lettere D'Oro |
| CE-42    | Piedmon         | Mega            | Virus        | Nightmare Soldiers | Olografica    |

Opzioni di Potenza:
Le carte "Opzioni di Potenza" facenti parte delle "Carte di Espansione (Serie 1)" sono in totale dodici, tutte Colpo Energetico.
Sono elencate di seguito:
| ID Carta | Nome Carta                 | Tipologia        | Effetto | Rarità     |
| -------- | -------------------------- | ---------------- | --- | ---------- |
| CE-43    | Acchiappamosche            | Colpo Energetico | Contro un avversario con Abilità Speciale di Volare aggiunge cinquanta punti alla tua Potenza Digimon. | Non Comune |
| CE-44    | Barriera Corallina         | Colpo Energetico | Contro un avversario con Abilità Speciale di Nuotare aggiunge cinquanta punti alla tua Potenza Digimon. | Non Comune |
| CE-45    | Attacco Acquatico          | Colpo Energetico | Il tuo Digimon acquisisce l'Abilità Speciale di Nuotare ed aggiunge venti punti alla tua Potenza Digimon. | Comune     |
| CE-46    | Vola Via                   | Colpo Energetico | Il tuo Digimon acquisisce l'Abilità Speciale di Volare ed aggiunge venti punti alla tua Potenza Digimon. | Comune     |
| CE-47    | Punta di Ferro             | Colpo Energetico | Il tuo Digimon acquisisce l'Abilità Speciale di Scavare ed aggiunge venti punti alla tua Potenza Digimon. | Comune     |
| CE-48    | Potenziatore Organico      | Colpo Energetico | Aggiunge venti punti alla tua Potenza Digimon quando il tuo Digimon è di Tipo Vegetale o Insettoide. | Non Comune |
| CE-49    | Mangiaopzioni              | Colpo Energetico | Priva l'avversario della sua carta Colpo Energetico o Effetti della Forza e la manda nella Zona Esterna. | Comune     |
| CE-50    | Congelamento della Potenza | Colpo Energetico | Priva l'avversario della sua carta DigiEvoluzione o Effetti della Forza e la manda nella Zona Esterna. | Comune     |
| CE-51    | Steven il Placido          | Colpo Energetico | Interrompe il Duello. Tutti i Digimon rimangono nella Zona Duello e tutte le carte Opzioni di Potenza vengono spostate nella Zona Esterna. Non si totalizzano punti.                                                   | Non Comune |
| CE-52    | Picchiata a Bomba          | Colpo Energetico | Contro un avversario con Tipo di Attacco ■ [Verde] o ◆ [Giallo] aggiunge cento punti alla tua Potenza Digimon fino al termine del Duello. Per poter usare questa carta occorre possedere l'Abilità Speciale di Volare. | Rara       |
| CE-53    | Digieruzione               | Colpo Energetico | Contro un avversario con Tipo di Attacco ■ [Verde] raddoppia il numero della tua Potenza Digimon fino al termine del Duello. Per poter usare questa carta occorre possedere l'Abilità Speciale di Scavare.             | Rara       |
| CE-54    | Carica di Profondità       | Colpo Energetico | Contro un avversario con Tipo di Attacco ● [Rosso] dimezza il numero della sua Potenza Digimon fino al termine del Duello. Per poter usare questa carta occorre possedere l'Abilità Speciale di Nuotare.               | Rara       |